# Jimmy Ghione
Jimmy Ghione, all'anagrafe Gianluigi Ghione (Torino, 21 gennaio 1964), è un personaggio televisivo italiano con cittadinanza colombiana; è uno degli inviati storici di Striscia la notizia, trasmissione di Canale 5 che gli ha dato notorietà.

## Biografia
Ottenuto un diploma di geometra in Svizzera, intraprende la strada nel mondo dello spettacolo, inizialmente approdando nel mondo dei fotoromanzi. Decide di partire per la Florida, dove frequenterà per 4 anni una scuola di recitazione. Rientrato in Italia, negli anni ottanta inizia la sua primavera artistica con particine secondarie in film di poco successo, ma è parallelamente in teatro con le rappresentazioni di Sorelle Materassi e Il Ciclope e poi in radio, accompagnando Giorgio Bracardi e Mario Marenco.
Nel 1987 la carriera cinematografica subisce una piccola svolta e Ghione ottiene sempre ruoli secondari ma in film più di successo come il comico Noi uomini duri, La bottega dell'orefice e Le nuove comiche. Nel 1988 inizia a giocare nella Nazionale Italiana Artisti e allo stesso tempo continuano senza troppo successo le sue partecipazioni cinematografiche, il cui culmine si ha nel 1996, quando Ghione ottiene un ruolo da protagonista nel film Delitti a luci rosse, un thriller erotico che non riscuote molto successo.
Nel 1998 inizia a collaborare con Striscia la notizia, dove si occupa per lo più dell'area di Roma; spesso e simpaticamente, viene preso in giro dallo storico conduttore Ezio Greggio ed, in seguito, anche da Gerry Scotti e Michelle Hunziker, che gl'imputano d'avere un volto scimmiesco ed è stato battezzato da Nino Frassica "Gimminghione", quando il comico siciliano era stato chiamato alla conduzione del programma. Ha condotto due stagioni di Striscia la domenica.

## Vita privata
Si è sposato nel 2003 con Tania Paganoni, dalla quale ha avuto due figli: Gabriele e Federico; la coppia si separa nel 2016 e dal 2018 al 2022 Jimmy è stato sentimentalmente legato all'attrice russa Dar'ja Bajkalova.
A seguito di un servizio di Striscia la notizia del 2009 su alcuni narcotraffici in Colombia, nel 2020 ha ottenuto la cittadinanza colombiana, mantenendo anche quella italiana.

## Filmografia
Come Gianluigi Ghione
- Tony, l'altra faccia della Torino violenta, regia di Carlo Ausino (1980)
- Scirocco, regia di Aldo Lado (1987)
- Noi uomini duri, regia di Maurizio Ponzi (1987)
- Abat-jour - L'ultima calda luce prima del piacere, regia di Lawrence Webber (1988)
- La bottega dell'orefice, regia di Michael Anderson (1989)
- Oggi ho vinto anch'io, regia di Lodovico Gasparini – film TV (1990)
- Piccolo grande amore, regia di Carlo Vanzina (1993)
- Le nuove comiche, regia di Neri Parenti (1994)
- La signora della città, regia di Beppe Cino – miniserie TV (1996)
- Un posto al sole – serie TV (1999)

Come Jimmy Ghione
- Delitti a luci rosse, regia di Emanuele Glisenti (1996)
- Wanna – docuserie TV (2022)

## Televisione
- Striscia la notizia (Canale 5, dal 1998) - inviato
- Ciao Darwin (Canale 5, 2000) - membro dei 50 personaggi della categoria vip
- Striscia la domenica (Canale 5, 2009-2011) - conduttore
- Speciale Uomini e donne - Le Olimpiadi della TV (Canale 5, 2017) - giurato

## Riconoscimenti
- Leggio d'oro
  - 2012 – Premio alla voce dell'inchiesta[15]